# Dragon Seed
Dragon Seed (br: A Estirpe do Dragão ou Estirpe do Dragão) é um filme estadunidense de 1944, do gênero drama, dirigido por Harold S. Bucquet e Jack Conway, com roteiro de Marguerite Roberts baseado na obra homônima de Pearl S. Buck.
Com o elenco de ocidentais maquiados para parecer orientais, o filme tenta reviver o sucesso de The Good Earth.

## Sinopse
Heroica chinesa leva moradores de uma aldeia a se revoltar contra a invasão japonesa.

## Elenco
- Katharine Hepburn  ...  Jade Tan
- Walter Huston      ...  Ling Tan
- Aline MacMahon     ...  esposa de Ling Tan
- Akim Tamiroff      ...  Wu Lien
- Agnes Moorehead[2]

## Principais prêmios e indicações
Oscar 1945 (EUA)
- Indicado nas categorias de Melhor Fotografia em Preto e Branco e Melhor Atriz Coadjuvante.[1]